# Rallye Stella Alpina
Pour les articles homonymes, voir Alpina.
Le rallye Stella Alpina, dit la Corsa Ideale, est un rallye automobile italien asphalte d'après-guerre, organisé par l'Automobile Club de Trente, à l'initiative du journaliste Giovanni Canestrini.

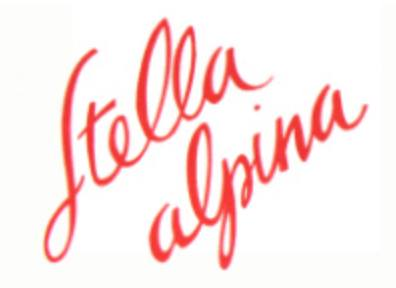
Logo de la compétition VHC.

## Histoire
À l'hiver 1946, le Président de l'Automobile Club de Trente, le comte Sigismondo Manci, a demandé une nouvelle fois la permission de la CSAI (Commissione Sportiva sulla Automobilistica Italiana) de Rome pour un changement dans le parcours de la Mille Miglia, afin de passer désormais par Trente. Mais la demande a été rejetée à plusieurs reprises. Non découragé, Canestrini provoca la mise sur pied d'une nouvelle compétition. Dès 1947, 51 participants sont sur la ligne de départ.
L'épreuve était organisée sur trois journées dans le massif des Dolomites (Trentin-Haut-Adige), entre Trente et Riva del Garda pour revenir à Trente, sur environ 1 165 kilomètres de course effective la première année, puis 1 481 la deuxième, sur la région de Merano (600 en moyenne pour les dernières années). Les points de passage se fixèrent progressivement à Passo della Mendola, Passo Sommo, Passo dello Stelvio, Passo del Tonale, Passo Rolle, Passo di Falzarego, et Monte Bondone. 96 partants sont là en 1955, parmi lesquels des équipages du renommé club automobile Sant Ambroeus de Milan. Le nombre de catégories et de difficultés soumises aux engagés sur le parcours croît jusqu'en 1949, puis le règlement devient moins rigide à partir de 1950. Mais l'épreuve doit s'arrêter en 1956, car elle a lieu sur des routes ouvertes à la circulation, qui plus est en traversant de fréquentes voies publiques dans des villes et des villages.

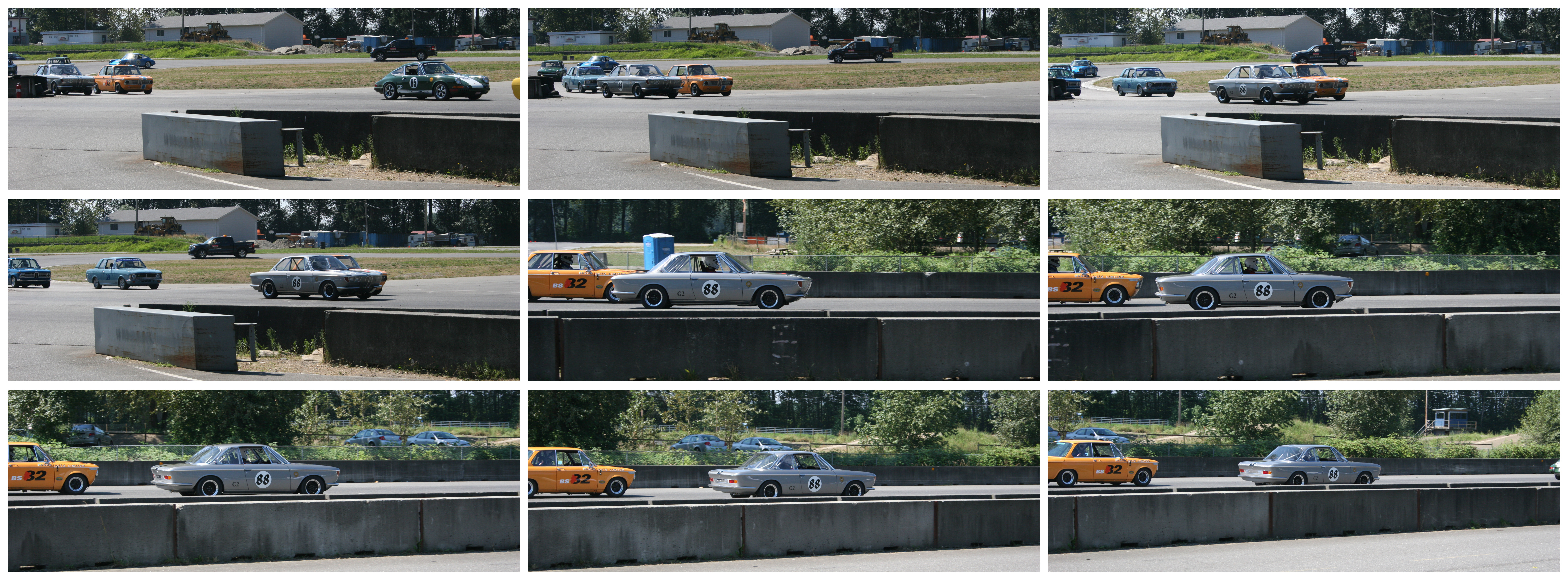
Quelques véhicules, lors de l'édition 2007 de la compétition vintage.

Depuis 1984 existe une version Historic de l'épreuve suivant les mêmes étapes, organisée par la Scuderia Storica di Trento, ou Scuderia Trentina Storica -la S.T.S.- di Trento, lors du deuxième week-end de juillet sous la direction d'Enzo Siligardi, membre du Consiglio nazionale dell’Automotoclub Storico Italiano, et sous l'égide de l'Automotoclub Storico Italiano (l'A.S.I.), et de l'Historical Italian Automobile Club.

## Palmarès

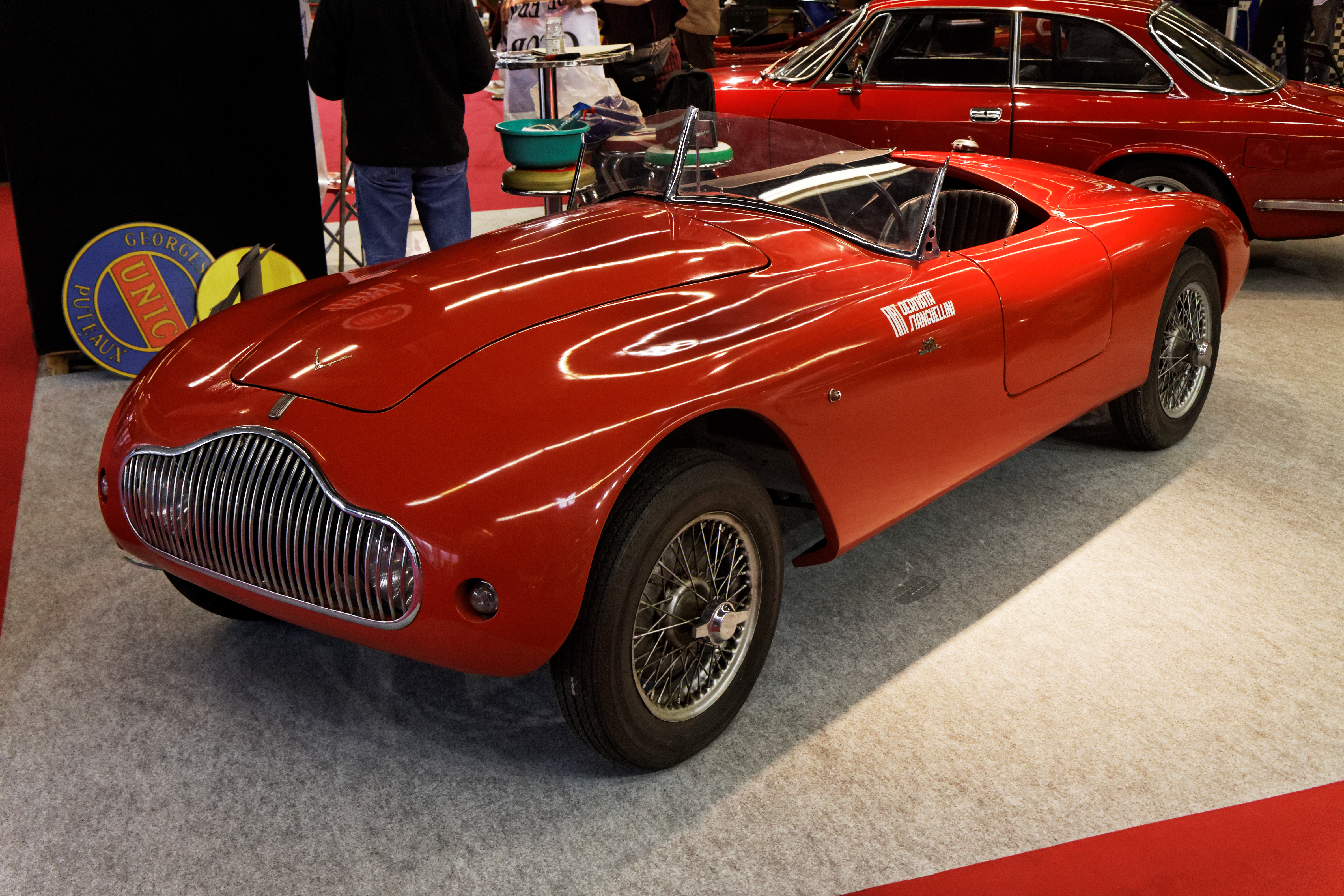
Une Fiat Stanguellini 1 100 Nationale (ici de 1947).

| Année | Pilote                             | Voiture                    |
| ----- | ---------------------------------- | -------------------------- |
| 1947  | Piero Taruffi                      | Lancia Aprilia             |
| 1948  | Nuccio Bertone                     | Fiat Stanguellini 1 100    |
| 1949  | Francesco "Franco" Simontacchi     | Fiat Stanguellini 1 100S   |
| 1950  | Salvatore Ammendola                | Alfa Romeo 6C 2500         |
| 1951  | Salvatore Ammendola                | Ferrari 195 Inter Coupe    |
| 1952  | Ovidio Capelli                     | Fiat 8V GT                 |
| 1953  | Salvatore Ammendola                | Lancia Aurelia B20 GT 2500 |
| 1954  | Giuseppe Crespi                    | Alfa Romeo 1900 SS Zagato  |
| 1955  | Olivier Gendebien Gilberte Thirion | Mercedes-Benz 300 SL (W21) |

## Remarque
- Depuis 2001 existe Stella alpina, un parti régionaliste italien.